# Pink Floyd: Live at Pompeii
Pink Floyd: Live at Pompeii är en film från 1972 regisserad av Adrian Maben. I filmen ser man rockgruppen Pink Floyd framföra fyra låtar live, i ruinerna av en antik amfiteater i Pompeji, Italien, och två låtar i en studio med bilder från Pompeji i bakgrunden.
Framförandet av "Echoes", "A Saucerful of Secrets" och "One of These Days" filmades från 4 till 7 oktober 1971. Resten av låtarna filmades i en studio i Paris, där de filmades framför en bluescreen varefter man klippte ut den blåa bakgrunden och ersatte den med bilderna från Pompeji. De delarna av filmen som spelades in i Paris filmades i slutet av 1971 och i början av 1972. Detta märks på frånvaron av Richard Wrights skägg. Den här utgåvan av filmen visades på biografer i september 1972, och kom senare ut på dvd.
I augusti 1974 gavs en annan version ut, där man kombinerade den ursprungliga filmen med vad som troddes vara sekvenser från inspelningen av The Dark Side of the Moon, tagna på Abbey Road Studios. Filmen från inspelningen var dock iscensatt, då inspelningen redan var färdig när sekvenserna filmades i januari 1973.
I "One of These Days" syns i stort sett bara Nick Mason, eftersom filmerna av resten av bandet hade tappats bort. Av en slump tappar Mason sin trumstock när han spelar och fortsätter då att spela med en hand, medan han plockar upp en ny trumstock med den andra, utan att missa ett enda slag.
1. ↑  läs online, Internet Movie Database , läst: 11 april 2016.[källa från Wikidata]
2. 1 2 3 4 5 6 7 8 9 10  läs online, Internet Movie Database .[källa från Wikidata]